# Carifesta 2008
La Carifesta 2008 o CARIFESTA X (Festival de Artes del Caribe) se llevó a cabo en Guyana entre agosto 22 al 31 de 2008. Fue la segunda vez en 35 años que Guyana participó como anfitrión en este evento.  La primera CARIFESTA se realizó en Guyana en el año de 1972.
El ministerio de cultura, la juventud y el deporte de Guyana extendió invitaciones a más de 35 países del Caribe y Latinoamérica para que participasen en el evento.
El ministro de cultura de Guyana, Frank Anthony anunció que había planes para realizar 100 eventos culturales durante los diez días del festival.

## Eventos
Los eventos culturales a realizarse incluyeron artes dramáticos, feria de autores, escritores y poetas, festival de cine producido en el Caribe, exposiciones fotográficas, festival gastronómico, feria de productos del Caribe, festival de diseños y modas.
El evento además contó con exposiciones de artesanías indígenas.

## Recintos feriales
- Sophia exhibition centre
- Providence National Stadium
- El centro de convenciones
- El auditorio del centro cultural
- El Club de Teatro
- Festival City: sitio donde se realizó la primera Carifesta en 1972

## Promoción
El ministerio de cultura tiene planes para aprovechar la inmensa diáspora guyanesa en los Estados Unidos y el Reino Unido para celebrar capítulos de Carifesta en esos países con el fin de atraer visitantes.